# MTV Europe Music Award al miglior artista australiano
L'MTV Europe Music Award al miglior artista australiano (MTV Europe Music Award for Best Australian Act) è uno dei premi degli MTV Europe Music Awards, che viene assegnato dal 2013.

## Vincitori e candidati

### Anni 2010
| Anno | Vincitori           | Ricevente                                              | Note  |
| ---- | ------------------- | ------------------------------------------------------ | ----- |
| 2013 | Cody Simpson        | - Empire of the Sun - Flume - Iggy Azalea - Timomatic  | [ 1 ] |
| 2014 | 5 Seconds of Summer | - Iggy Azalea - Sia - Justice Crew - Havana Brown      | [ 2 ] |
| 2015 | 5 Seconds of Summer | - Guy Sebastian - Peking Duk - Sia - Vance Joy         | [ 3 ] |
| 2016 | Troye Sivan         | - Flume - Tkay Maidza - The Veronicas - Vance Joy      | [ 4 ] |
| 2017 | Jessica Mauboy      | - Pnau - Illy - Meg Mac - Vera Blue                    | [ 5 ] |
| 2018 | Tkay Maidza         | - Amy Shark - Dean Lewis - Peking Duk - The Rubens     | [ 6 ] |
| 2019 | Ruel                | - Dean Lewis - Mallrat - Sampa the Great - Tones and I | [ 7 ] |

### Anni 2020
| Anno | Vincitori     | Ricevente                                                              | Note  |
| ---- | ------------- | ---------------------------------------------------------------------- | ----- |
| 2020 | G Flip        | - Baker Boy - Hayden James - The Kid Laroi - Tones and I               | [ 8 ] |
| 2021 | Ruel          | - Amy Shark - Masked Wolf - The Kid Laroi - Tones and I                |       |
| 2022 | G Flip        | - Genesis Owusu - Ruel - The Kid Laroi - Vance Joy                     |       |
| 2023 | Kylie Minogue | - Budjerah - G Flip - The Kid Laroi - Troye Sivan                      |       |
| 2024 | Sia           | - Confidence Man - CYRIL - Kylie Minogue - The Kid Laroi - Troye Sivan |       |